# Bogdan Sobczuk
Bogdan Sobczuk (...) è un astronomo amatoriale polacco, di professione insegnante.
Il Minor Planet Center gli accredita la scoperta dell'asteroide 441563 Domanski effettuata il 19 ottobre 2008.
Come insegnante, attraverso il programma dell'Osservatorio di ricerca astronomica, ha portato alcuni suoi studenti a scoprire altri asteroidi.